# ميغومي تورغويه
ميغومي تورغويه (鳥越 恵)، هي لاعبة كرة قدم كانت تلعب كمدافع. ولعبت مع منتخب اليابان لكرة القدم للسيدات.